# ホンダ・ストリーム (スクーター)
ストリーム（Stream）は、本田技研工業が製造販売したオートバイである。

## 概要
1981年11月10日発表、同月11日発売。型式名TB07。2輪車の特長であるスムーズ・軽快・経済性を損なうことなく、4輪車の特長である居住性・快適性を合わせもつ備えた新しいカテゴリーの乗りものを前1輪・後2輪のスクーター=スリーターと銘打ち、その第1弾として開発された排気量49 ccの空冷2ストローク単気筒エンジンを搭載する原動機付自転車である。
車名は英語で流れ・潮流を意味し、新しい乗りものの流れや方向性をつくり出す意味あいから命名された。
本モデルは1983年に生産終了となったが、車名は2000年から製造販売された同社の乗用車に使用された。

## 車両解説
低床バックボーン型フレームを採用した車体は、全長1,665 mm・全幅570 mm・全高970 mm・シート高658 mm・ホイールベース1,210 mm・乾燥重量79 kgとされた。
サスペンションは、前輪がキャスター角24.5°・トレール41 mmに設定した片持ちスイングアームのボトムリンク式、後輪はユニットスイングと通常の2輪スクーターと同様であるが、車体と連結するエンジンハンガー部にスイング機構を持ち、側車付二輪車・オート三輪・通常のトライクなどとは異なりコーナリングでフロントボディの左右自在スイング、即ち内側への重心移動を可能にした点が最大の特徴である。エンジンハンガーのスイング部にはナイトハルト機構を装備し、コーナリング姿勢からの回復時に適切な復元力を発生させる。リヤ駆動軸にはデファレンシャルクラッチを装備し、コーナリング時に車軸左右回転差を調整する。
停車時にはパーキングロックレバーを操作してスイング部と駆動輪の回転をロックすることで三輪で直立でき、駐車の際にスタンドをかける操作を必要としない。そのため、サイドスタンドもセンタースタンドも未装備である。
搭載されるエンジンは、内径x行程=40.0×39.3（mm）・圧縮比6.8から最高出力3.8 PS / 6,500 rpm・最大トルク0.46 kg-m / 5,500 rpmのスペックを発揮。燃料供給は容量4 Lのタンクからキャブレターで行い、2ストロークオイルは分離給油型とし容量1.3 Lのタンクを装備。点火装置はCDIとし、始動はセル・キック併用。
動力伝達はVベルトによる無段変速機方式を採用し、前後輪サイズは3.00-8とした上でブレーキは前後ともリーディングトレーリングである。
乗用車感覚の居住性と快適性ならびに近未来をイメージさせる斬新なスタイリングという観点から以下の装備を持つ。
- 5 kgまで積載可能なフロントトランクと2 kgまで積載可能なグローブボックス
- 3段階に調節が可能なバックレスト付大型シート

なお、標準現金価格は198,000円で月間販売目標は5,000台とされた。